# Andrzej Załucki
Andrzej Załucki (ur. 2 września 1941 w Kołomyi) – polski dyplomata, w latach 2002–2005 wiceminister spraw zagranicznych.

## Życiorys
Ukończył studia na Wydziale Filologiczno-Historycznym Wyższej Szkoły Pedagogicznej w Krakowie.
W latach 1965–1973 działał w Zrzeszeniu Studentów Polskich (został wiceprzewodniczącym ZSP w Krakowie, a także sekretarzem rady naczelnej ZSP w Warszawie). W okresie 1973–1978 pracował w Pradze, gdzie pełnił funkcję wiceprzewodniczącego Międzynarodowego Związku Studentów. Od 1978 był inspektorem w Wydziale Spraw Zagranicznych KC PZPR. Od 1984 do 1988 pracował jako radca ambasady PRL w Meksyku. Po powrocie z placówki do 1990 ponownie zajmował stanowisko inspektora w Komitecie Centralnym. Po rozwiązaniu PZPR prowadził działalność gospodarczą, był wicedyrektorem ds. międzynarodowych Savimbanku (1990–1991) i wicedyrektorem firmy Frisol (1992–1994).
W latach 1995–1996 pełnił funkcję wicedyrektora gabinetu politycznego Prezesa Rady Ministrów, następnie w 1996 podsekretarza stanu w Ministerstwie Obrony Narodowej. Od 1996 do 2002 był ambasadorem nadzwyczajnym i ministrem pełnomocnym RP w Federacji Rosyjskiej.
Od 2002 do 2005 sprawował funkcję podsekretarza stanu w Ministerstwie Spraw Zagranicznych. Od listopada 2005 do marca 2006 pełnił funkcję ambasadora nadzwyczajnego i ministra pełnomocnego RP w Republice Czeskiej.
Odznaczony m.in. Brązowym (1969) i Złotym (1973) Odznaczeniem im. Janka Krasickiego (1973), rosyjskim Orderem Przyjaźni (2002) oraz ukraińskim Orderem Księcia Jarosława Mądrego (2004).